# Alessandro Filippa
Alessandro Filippa (Torino, 14 novembre 1799 – San Mauro Torinese, 24 giugno 1871) è stato un militare italiano, insignito della medaglia d'oro al valor militare a vivente nel corso della prima guerra d'indipendenza italiana.

## Biografia
Nacque a Torino il 14 novembre 1799, figlio di Giovanni Battista e di Luisa Bellone.  All'età di sedici anni entrò come allievo nel Corpo Reale di Artiglieria, e due anni dopo ottenne la nomina a sottotenente. Nel 1830 divenne capitano e nel 1839 anziano coi diritti relativi. Pochi anni dopo ricevette la promozione a maggiore ed assunse il comando della 1ª brigata da piazza nel 1847 e quello della 2ª brigata campale dall'8 febbraio 1848.
All’inizio delle operazioni della prima guerra d'indipendenza italiana assunse il comando dell'artiglieria della 3ª Divisione dell'Armata Sarda avendo ai suoi ordini, dai primi giorni del mese di aprile, la 7ª batteria da battaglia, già assegnata alla artiglieria della Divisione di riserva, e la 2ª batteria da posizione.
La 2ª Brigata entrò in azione il 9 aprile. In quella data le truppe austriache, assalite dalle fanterie della divisione ai passi di Borghetto e di Monzambano, furono costrette a ritirarsi sulla sponda sinistra del fiume Mincio. Fatto esplodere il ponte essi tentarono successivamente di concentrare il fuoco sulle colonne piemontesi lanciate all'attacco in direzione di Monzambano. Egli, che con il fuoco delle sue artiglierie aveva contribuito alla ritirata dell'avversario, controbatté il tiro d'artiglieria nemica costringendo le batterie austriache a cessare il fuoco e favorendo così la sollecita ricostruzione del ponte. Le fanterie dell'Armata sarda piemontesi riuscirono così a procedere con facilità, sotto la protezione della sua artiglieria, verso Valeggio sul Mincio che occuparono il giorno 11 aprile.
I quelle giornate gloriose, tra il 9 e l'11 aprile, si distinse brillantemente nelle operazioni e concessagli con Regio Decreto 16 aprile 1848 fu insignito della medaglia d'oro al valor militare a vivente.
Dall'11 maggio 1848 all'8 maggio 1849 fu comandante dell'11º Reggimento fanteria della brigata Casale, guidandola anche della Battaglia di Santa Lucia (6 maggio 1848).
Posto a riposo con il grado di colonnello, ricoprì per vari anni sindaco di San Mauro Torinese e di comandante della Guardia Nazionale di Torino. Si spense a San Mauro Torinese il 24 giugno 1871.

### Annotazioni
1. ↑  Nei suoi documenti personali relativi ai combattimenti di quei giorni risultano elogi per le disposizioni da lui date alle sue batterie a seguito della distruzione di un ponte sul Mincio da parte degli Austriaci e per la decisiva efficacia della sua direzione nella sollecita ricostruzione del ponte stesso, sul quale poi egli si lanciò per primo alla testa delle truppe all'inseguimento del nemico.

### Fonti
1. ↑  Carolei, Greganti 1950, p. 26.
2. 1 2 3 4 5 6 7 8  Combattenti Liberazione.